# Tag (metadato)

La nuvola di tag con i termini relativi al Web 2.0

Un tag (in lingua inglese targhetta, cartellino) è una parola chiave o un termine associato a un'informazione, che identifica e descrive l'oggetto rendendo possibile la classificazione e la ricerca di informazioni basata su parole chiave.

## Generalità
I tag sono generalmente scelti in base a criteri informali e personalmente dagli autori/creatori dell'oggetto dell'indicizzazione. Tuttavia i tag possono anche essere usati in modo improprio, ovvero fornire indicazioni riguardo all'opinione che qualcuno ha di un'opera e quindi essere correlati al consumatore del contenuto e non al contenuto in sé. Da qui si evince come il semplice associare tag non sia sufficiente a dare un livello semantico alla rete, sebbene alcuni includano il meccanismo del tagging nel web semantico.
I tag sono stati associati al concetto di web 2.0 e ai cosiddetti servizi di social bookmarking.
Tipicamente a ogni oggetto sono applicati più tag.
Il termine tag è utilizzato, in altro contesto, nell'espressione tag HTML, sinonimo di elemento HTML.

## Applicazioni ed utilizzo
Il tagging (cioè associazione di uno o più tag a qualcosa) o "taggare" viene eseguito per vari scopi, primo fra tutti quello di permettere una classificazione o individuazione di elementi sulla base dei tag associati (marcatura). I tag possono essere parole, immagini, simboli, codici di varia natura, si trovano sia all'interno di contesti virtuali (come i tag associabili ad un articolo, ad un'immagine o a un video) sia in contesti reali (Codice QR, codici a barre, Rfid, etichette e altri sistemi di riconoscimento). In generale, i tag sono una sorta di “marchiatura” per i più svariati usi, apposta su oggetti fisici o virtuali, ma anche su esseri viventi (piante, animali o persone). Un esempio di tag applicato ad una persona può essere un microchip RFID sottocutaneo, un braccialetto elettronico per detenuti, ma anche il codice fiscale, il numero della carta d'identità, e così via. Nei computer, l'utilizzo dei motori di ricerca si avvale soprattutto di parole chiave, che svolgono la funzione di tag.
La caratteristica fondamentale dei tag, che ne costituisce il carattere innovativo e rivoluzionario, è che permettono un tipo di classificazione di elementi "dal basso verso l'alto", contrapposta alle classiche classificazioni gerarchiche, come ad es. quelle dei libri in una biblioteca, che possono essere considerate "dall'alto verso il basso". In un sistema tradizionale gerarchico (tassonomico), il progettista definisce un numero limitato di parametri da utilizzare per la classificazione, con il quale esiste uno e uno solo modo corretto per classificare ciascun elemento. In un sistema di tagging, invece, c'è un numero illimitato di modi per classificare un oggetto, nessuno dei quali è più corretto o sbagliato di un altro, in quanto un elemento, invece di appartenere ad una sola categoria, può essere associato a tag diversi.
I tag sono ovunque intorno a noi. Lo studioso di Psicotecnologie Derrick De Kerckhove, in un'intervista, ha affermato: «Potrei sintetizzare ciò che io osservo in un modo che ha la potenza di sintetizzare un ambito di analisi rilevante oggi, e potrei farlo con questo slogan: "il tag è il messaggio". "Il tag è la natura propria di Internet". Senza il tag, senza questa possibilità di condividere i messaggi che vengono trattati e mandarli in rete in pezzi diversi che seguono rotte diverse, Internet sarebbe un sistema unicamente punto a punto e non distribuito come di fatto è. La distribuzione è la metafora di base della cultura attuale: si ridistribuisce, si decentralizza, si riorganizza, si rendono ubiqui tutti i punti di connessione con la Rete. [...]».

## La procedura di tagging
A una pagina web o a qualunque altro tipo di informazione presente nel web può essere associato un tag o una lista di tag. Tipicamente il server mostrerà la lista dei tag (nella forma di collegamento web) sulla pagina web relativa. Questo permette al visitatore di individuare facilmente anche altri oggetti o pagine correlati a un determinato tag. Se l'autore della pagina desidera "riclassificare" la pagina, non dovrà far altro che modificare la lista dei tag. A questo punto le connessioni tra le varie pagine che hanno lo stesso tag si modificano automaticamente, grazie allo specifico software del server che supporta il tagging. Non c'è dunque bisogno di ricollocare la pagina attraverso un complesso sistema gerarchico di categorie.
I tag si sono diffusi anche nelle app di qualsiasi tipo, specie quelle per uso professionale: una volta creato e applicato un tag (per esempio ad un'attività, prodotto, luogo, concetto e così via) le persone che l'amministratore ha associate al tag riceveranno una notifica tutte le volte che quel cartellino è stato citato. 
Tuttavia il tagging ha anche degli aspetti controversi. Tipicamente il tag non fornisce informazioni di tipo semantico. Per esempio il tag "apple" potrebbe riferirsi al frutto oppure alla Apple Inc., alla città di New York o alla figlia di Gwyneth Paltrow. La mancanza di distinzioni semantiche tra i tag può portare a connessioni improprie tra gli oggetti "taggati".
Inoltre, la selezione dei tag è molto personale. Persone diverse potrebbero usare termini molto diversi per descrivere lo stesso concetto.
La classificazione attraverso i tag ha portato allo sviluppo della cosiddetta folksonomia, ovvero al concetto di social bookmarking, e altre forme di software sociale. Folksonomie su larga scala portano alla definizione di convenzioni nel tagging pattuite all'interno di determinate comunità virtuali, e non derivanti da un vero e proprio standard formalizzato.
In sostanza, il "tagging" è una modalità di organizzazione dell'informazione alternativa alla gerarchizzazione attraverso categorie fisse.

### Messaggistica
Le etichette vengono anche utilizzate nei client di posta elettronica o nei relativi servizi di webmail per categorizzare le mail. Medesimo impiego lo si trova negli strumenti di chat e messaggistica in generale. La rimozione di un'etichetta non implica la rimozione dei messaggi con tale etichetta.
Quando si usano due o più tag non si creano copie del messaggio etichettato: il messaggio rimane solo quello originario, ma la differenza è che si può velocemente individuare (nella massa indistinta) di messaggi grazie ai cartellini virtuali che si sono apposti. Alcune applicazioni creano altrettante cartelle per nidificare i messaggi raggruppati per etichetta.

### File e cartelle
Attraverso le applicazioni che gestiscono i contenuti (testi, presentazioni, audio-video, fogli di calcolo, etc) quali i software di produttività personale o i comuni file hosting nonché i gestori di file (ad esempio esplora file) è possibile aggiungere o modificare i tag di file e cartelle in modo da catalogarli e ritrovarli con maggior facilità.

## Tag ufficiale
Un tag ufficiale è una parola chiave adottata nell'ambito di eventi o conferenze in modo che i partecipanti associando a propri documenti, video, immagini questo tag rendono il proprio materiale facilmente individuabile dai motori di ricerca e, pertanto, facilmente condivisibile con gli altri partecipanti all'evento.

## Altre forme di categorizzazione
- Gerarchia
- Lista ordinata
- Network

## Sintassi
La maggior parte dei sistemi di tagging si presentano come un text box in cui inserire i tag prescelti separati, generalmente, da una virgola. In questo modo un singolo tag può essere costituito da più parole.
Ma è possibile inserire tag anche nel codice HTML di una pagina web: attribuendo rel="tag" a indicare la pagina collegata, questo marcaggio agisce da tag nel contesto. Per esempio, per "taggare" questa pagina con "folksonomia" si dovrà aggiungere <a href="https://it.wikipedia.org/wiki/folksonomia" rel="tag">folksonomia</a>.

## Siti web che usano il sistema dei tag
- delicious - Sito di social bookmarking che permette agli utenti di classificare molti siti e "taggarli" con parole chiave descrittive, che permettano ad altre persone di cercare attraverso questi termini le pagine che gli altri utenti selezionano come interessanti.
- Flickr - Un servizio che permette agli utenti di "taggare" le proprie immagini con nomi specifici, verbi e aggettivi che ne descrivano il contenuto e lo rendano "ricercabile".
- Gmail - Un servizio di webmail che permette la categorizzazione degli oggetti usando tag, conosciuti come "label" nelle email.
- Technorati - Si tratta di un motore di ricerca weblog.
- Last.fm - Un social music website che permette agli utenti di taggare artisti, album e pezzi.
- Foursquare - Social network basato sulla geolocalizzazione che permette ai propri utenti di taggare i luoghi
- Wikipedia - Le categorie di Wikipedia sono i suoi tag.
- sui siti pornografici i nomi delle pornostar e delle categorie sessuali sono tag.

### Facebook
In Facebook e Instagram taggare significa citare qualcuno o qualcosa  utilizzando il relativo collegamento come tag (ovviamente deve avere un profilo o una pagina sulla piattaforma social). Il soggetto citato diventa di conseguenza "taggato" e riceverà una notifica per informarlo che qualcuno lo ha taggato in un post.
Per estensione, nel gergo dei social e del web, taggare significa citare all'interno di una piattaforma o servizio mediante il relativo collegamento che funge da tag.